# Tonga (lenje-tonga jezik)
Tonga jezik (ISO 639-3: toi), nigersko-kongoanski jezik, najznačajniji po broju govornika u skupini lenje-tonga (M.60), podskupina tonga. Govori ga oko 990 000 ljudi u Zambiji (Johnstone and Mandryk 2001), u provincijama Southern i Western, i oko 137 000 u Zimbabveu (Johnstone and Mandryk 2001).
Tonga nije isto što i jezik tonga [toh] iz Mozambika i tonga [tog] iz Malavija i tonga ili tsonga [tso] iz Južnoafričke Republike, koji također pripadaju porodici bantu. Ima nekoliko dijalekata: chitonga, leya, toka (južni tonga), we (dolinski tonga), shanjo (sanjo).

## Vanjske poveznice
- Ethnologue (14th)
- Ethnologue (15th)